# Campeonato Peruano de Futebol de 2023 – Segunda Divisão
A Liga2 1XBET de 2023 foi a 71.ª edição da Segunda División, competição masculina equivalente à segunda divisão do futebol peruano e a 5.ª como Liga2.
O torneio foi organizado e dirigido pela Federação Peruana de Futebol (FPF) e concedeu duas vagas para a Copa de Primera (primeira divisão) de 2024. Começou em 15 de abril e terminou em 27 de outubro de 2023.
Faltando três rodadas para o final da temporada regular, o Comerciantes Unidos sagrou-se campeão da Liga 2 de 2023 e conseguiu o retorno à Liga 1 após cinco anos de ausência da elite do futebol peruano. A outra vaga para a Liga 1 de 2024 ficou com o Los Chankas: o clube de Andahuaylas venceu o Alianza Universidad na final da repescagem pelo segundo acesso. A promoção veio nas penalidades máximas (3–2), após um empate no agregado das duas partidas (4–4), já que os clubes venceram seus jogos como mandante pelo mesmo placar (3–1).

## Visão geral
| Nome oficial do campeonato | Liga2 de Futebol Profissional do Peru de 2023 |
| Organizadora               | Federação Peruana de Futebol (FPF)            |
| Patrocinador               | 1XBET                                         |
| Datas                      | 15 de abril — 27 de outubro de 2023           |

## Regulamento
A divisão de prata do futebol peruano é constituída por 14 clubes e conta com duas fases: fase classificatória e fase eliminatória. O sistema adotado é o de pontos corridos, onde os clubes recebem 3 pontos por vitória, 1 por empate e nenhum em caso de derrota.

### Promoção
A primeira fase terá fase única de dois turnos (jogos de ida e volta; turno e returno). Cada clube fará 26 jogos, sendo 13 jogos como mandante e outros 13 como visitante. Não há campeões por turnos, sendo declarado campeão o time que obtiver o maior número de pontos após as 30 rodadas. Além do título, o campeão garante acesso direto à primeira divisão de 2024.
O segundo clube promovido à primeira divisão de 2024 sairá de uma repescagem, em jogos únicos. A disputa será dividida em quartas de final, semifinal e final, e contará com a participarão dos clubes posicionados do 2.º ao 7.º lugar da fase classificatória. O campeão da repescagem, além da vaga na divisão de elite do futebol peruano, também será declarado vice-campeão da segundona peruana.

### Rebaixamento
Quanto à parte inferior da classificação, o último colocado cairá para a Copa do Peru de 2024.

### Critérios de desempate
Em caso de empate em pontos ganhos entre 2 (dois) ou mais clubes, o desempate, para efeito de classificação final, será efetuado observando-se os critérios abaixo:
1. Melhor saldo de gols;
2. Mais gols pró (marcados);
3. Pontos ganhos no confronto direto;
4. Melhor saldo de gols no confronto direto;
5. Mais gols pró (marcados) no confronto direto;
6. Fair Play;
7. Sorteio.[6]

## Fase Regular
- Atualização: 27 de setembro de 2023.

| Pos  | Equipes                | Pts | J  | V  | E  | D  | GP | GC | SG  |
| ---- | ---------------------- | --- | -- | -- | -- | -- | -- | -- | --- |
| 1.º  | Comerciantes Unidos    | 63  | 26 | 20 | 3  | 3  | 54 | 22 | 32  |
| 2.º  | Los Chankas            | 53  | 26 | 16 | 5  | 5  | 72 | 25 | 47  |
| 3.º  | Alianza Universidad    | 51  | 26 | 15 | 6  | 5  | 43 | 25 | 18  |
| 4.º  | Deportivo Llacuabamba  | 46  | 26 | 13 | 7  | 6  | 44 | 31 | 13  |
| 5.º  | Santos FC              | 42  | 26 | 12 | 6  | 8  | 32 | 24 | 8   |
| 6.º  | Comerciantes FC        | 39  | 26 | 11 | 6  | 9  | 27 | 26 | 1   |
| 7.º  | Universidad San Martín | 36  | 26 | 10 | 6  | 10 | 34 | 30 | 4   |
| 8.º  | Deportivo Coopsol      | 36  | 26 | 10 | 6  | 10 | 30 | 29 | 1   |
| 9.º  | Juan Aurich            | 31  | 26 | 7  | 10 | 9  | 23 | 27 | −4  |
| 10.º | Ayacucho               | 25  | 26 | 6  | 7  | 13 | 39 | 49 | −10 |
| 11.º | Unión Huaral           | 24  | 26 | 5  | 9  | 12 | 22 | 34 | −12 |
| 12.º | Pirata FC              | 21  | 26 | 5  | 6  | 15 | 22 | 59 | −37 |
| 13.º | Carlos Stein           | 8   | 26 | 1  | 5  | 20 | 26 | 76 | −50 |
| 14.º | Alfonso Ugarte         | 26  | 26 | 6  | 8  | 12 | 35 | 46 | −11 |

|  | 0Campeão da segunda divisão. Promovido para a primeira divisão de 2024                       |
|  | 0Classificados para a semifinal da repescagem pelo acesso à primeira divisão de 2024         |
|  | 0Classificados para as quartas de final da repescagem pelo acesso à primeira divisão de 2024 |
|  | 0Rebaixado para a Copa do Peru de 2024                                                       |

| Fonte: FPF — Liga2 — Soccerway — FútbolPeruano — Ovación |
| Notas:                                                   |

1. ↑  Alfonso Ugarte foi rebaixado após somar dois WO's contra Unión Huaral e Carlos Stein.[10]

## Repescagem pelo segundo acesso

### Quartas de final
| Chave | Equipe 1               | Agregado           | Equipe 2                | Jogo 1 | Jogo 2    |
| ----- | ---------------------- | ------------------ | ----------------------- | ------ | --------- |
| 1     | Santos FC0             | 0 — 1              | 0Comerciantes FC        | 0 — 1  | Cancelado |
| 2     | Deportivo Llacuabamba0 | 1 — 1 (3 — 4 pen.) | 0Universidad San Martín | 0 — 1  | 1 — 0     |

| 2 de outubro  | Universidad San Martín | 1 — 0     | Deportivo Llacuabamba | Lima                       |  |
| 13:00 (UTC−5) | - Héctor Bazán 47'     | Relatório |                       | Estádio: Iván Elías Moreno |  |

| 2 de outubro  | Comerciantes FC | 1 — 0 | Santos FC | Iquitos               |  |
| 15:15 (UTC−5) |                 |       |           | Estádio: Max Augustín |  |

| 6 de outubro  | Santos FC | Cancelado | Comerciantes FC | Nazca                       |  |
| 12:45 (UTC−5) |           | Relatório |                 | Estádio: Municipal de Nazca |  |

| 6 de outubro  | Deportivo Llacuabamba | 1 — 0     | Universidad San Martín | Otuzco                       |  |
| 15:15 (UTC−5) | - Jarlin Quintero 74' | Relatório |                        | Estádio: Municipal de Otuzco |  |

### Semifinal
| Chave | Equipe 1             | Agregado | Equipe 2                | Jogo 1 | Jogo 2 |
| ----- | -------------------- | -------- | ----------------------- | ------ | ------ |
| 1     | Comerciantes FC0     | 4 — 1    | 0Comerciantes FC        | 1 — 1  | 3 — 0  |
| 2     | Alianza Universidad0 | 6 — 3    | 0Universidad San Martín | 3 — 2  | 3 — 1  |

| 10 de outubro | Universidad San Martín    | 2 — 3     | Alianza Universidad                                             | Lima                                 |  |
| 15:00 (UTC−5) | - Damián Ísmodes 18', 45' | Relatório | - John Ibarguen 48' - Charles Monsalvo 49' - Félix Espinoza 58' | Estádio: Municipal Iván Elías Moreno |  |

| 11 de outubro | Comerciantes FC | 1 — 1     | Los Chankas  | Iquitos               |  |
| 17:00 (UTC−5) | - Zambrano 21'  | Relatório | - Robles 67' | Estádio: Max Augustín |  |

| 15 de outubro | Alianza Universidad                                              | 3 — 1     | Universidad San Martín   | Huánuco                 |  |
| 14:00 (UTC−5) | - Jorginho Sernaqué 27' - Félix Espinoza 53' - Lionard Pajoy 80' | Relatório | - Maximiliano Zárate 86' | Estádio: Heraclio Tapia |  |

| 15 de outubro | Los Chankas                     | 3 — 0     | Comerciantes FC | Andahuaylas          |  |
| 17:00 (UTC−5) | - Mogollón 8' - Rampos 60', 76' | Relatório |                 | Estádio: Los Chankas |  |

### Final
| Chave | Equipe 1     | Agregado           | Equipe 2             | Jogo 1 | Jogo 2 |
| ----- | ------------ | ------------------ | -------------------- | ------ | ------ |
|       | Los Chankas0 | 4 — 4 (3 — 2 pen.) | 0Alianza Universidad | 1 — 3  | 3 — 1  |

| 20 de outubro | Alianza Universidad                        | 3 — 1     | Los Chankas   | Huánuco                 |  |
| 15:00 (UTC−5) | - Schmidt 37' - Vásquez 90' - Sernaqué 92' | Relatório | - Vásquez 79' | Estádio: Heraclio Tapia |  |

| 27 de outubro | Los Chankas                     | 3 — 1     | Alianza Universidad | Andahuaylas          |  |
| 17:00 (UTC−5) | - Ramos 18', 77' - Takeuchi 24' | Relatório | - Pajoy 68'         | Estádio: Los Chankas |  |

## Premiação
| Liga2 1XBET de 2023 Segunda Divisão do Campeonato Peruano de Futebol       |
| -------------------------------------------------------------------------- |
| Club Deportivo Comerciantes Unidos Campeão (2.º título da segunda divisão) |